# Верт, Хосе Игнасио
Хосе́ Игна́сио Верт Орте́га (исп. José Ignacio Wert Ortega; 18 февраля 1950, Мадрид) — испанский политик, член Народной партии Испании. Министр образования, культуры и спорта в правительстве Мариано Рахоя.

## Биография
Верт изучал юриспруденцию в Университете Комплутенсе в Мадриде, затем работал на испанском телевидении и радио. С 1978 года как социолог находился на государственной службе и занимался социологическими исследованиями.
В 1977 году вступил в партию «Союз демократического центра» (UCD). После её роспуска в 1982 году Верт вступил в Партию народных демократов. В 1983 году на муниципальных выборах был избран в городской совет Мадрида. На выборах 1986 года получил кресло депутата нижней палаты испанского парламента от избирательного округа Ла-Коруньи, но уже в 1987 году сложил свои депутатские полномочия. Впоследствии работал в нескольких институтах по исследованию общественного мнения. С февраля 2003 по август 2005 года работал в испанском банке BBVA. Вошёл в правительство Рахоя 22 декабря 2011 года. 24 июня 2015 года заявил о своём уходе с должности по собственному желанию.